# Боевое траление
Боевое траление — метод уничтожения мин путём их подрыва, как правило, глубинными бомбами.
Был разработан в годы Второй мировой войны. Применялся в случаях отсутствия специализированных тральщиков, недостатка времени на обычное траление, или когда последнее не обеспечивало надёжного вытраливания, например, когда противник применял взрыватели новой конструкции.
Метод был эффективен в прибрежных районах, при хорошей разведке минной опасности. Преимуществами его являлись скорость, гибкость — боевое траление могли вести любые носители глубинных бомб. Недостатками были зависимость от разведки, большой расход боеприпасов, высокий риск для корабля, выполнявшего траление.
В типичном случае, боевое траление проводилось на входных фарватерах баз, морскими охотниками или катерами охраны водного района, немедленно по получении данных о минной опасности. Ведущий траление корабль (катер) на максимальной скорости проходил над местом падения мины, и сбрасывал одиночную глубинную бомбу. Если вторичной детонации не было, заход повторялся.
Более широко под боевым тралением понимают любое траление боевых мин, в отличие от учебных. Именно это значение утвердилось в послевоенные годы.